# 天宇朗通
天宇朗通（全稱：北京天宇朗通通信設備股份有限公司），又稱天語，是中國的移動設備研製與軟件開發企業，成立於2002年4月。旗下移動設備有天語K5和天語P1。

## 事件
- 2002年4月，公司註冊成立，前身是北京市百利豐通訊器材有限責任公司。
- 2003年10月，公司北京研發中心正式成立。
- 2006年12月，天語K-touch標識正式啟用。
- 2008年5月，公司與美國華平投資集團策略合作簽約。
- 2010年，全資子公司北京夢坊國際教育科技有限公司正式成立。
- 2012年6月，天語開始啟動自有渠道建設，天語生活館現已有130家。
- 2013年8月，天語全面進軍以金磚五國為代表的海外市場。
- 2014年3月，北京尼比魯電子商務有限公司正式成立，是由天宇朗通通訊股份有限公司控股51%，個人參股49%成立的獨立子公司。創立了電商獨立新品牌Nibiru，並同時展開了新品牌的所有電商業務。
- 2014年7月，天語首個面向海外銷售的北京百納無線通信設備有限公司在北京成立。
- 2015年6月，天語全資子公司維太移動控股有限公司正式掛牌港交所，證券簡稱「維太移動」（代碼：06133.HK）。

## 外部連結
- （简体中文）天宇朗通中國 （页面存档备份，存于）